# Горовиц, Дональд Л.
Дональд Л. Горовиц (родился 27 июня 1939) — профессор юриспруденции и профессор политологии университета Дьюка, проделавший обширные исследования в области разделенного общества и разработки государственного устройства для стран, переходящих к демократии, а также, серьёзно анализировавший проблемы этнической конфликтологии.

## Биография

### Образование
1959 г.- степень бакалавра юридических наук в университете Сиракуз (Нью-Йорк)
1961 г.- степень магистра юридических наук в университете Сиракуз (Нью-Йорк)
1962 г.- степень магистра европейского права в университете Гарвард
1965 г.- степень магистра гуманитарных наук в университете Гарвард
1968 г.- степень магистра философских наук в университете Гарвард
Основные вехи научной карьеры
1965—1966 гг.- помощник окружного судьи в Филадельфии штат Пенсильвания
1969—1971 гг.- советник прокурора апелляционного отдела по гражданским делам
1971—1972 гг.- советник по международным отношениям Международного центра Вудро Вильсона
1972—1973 гг.- лектор университета Джорджа Вашингтона
1972—1975 гг.- научный сотрудник Брукингского института
1975—1981 гг.- старший научный сотрудник Научно-исследовательского института Смитсона по вопросам иммиграции и этнических исследований
1967—1969/1976-1981 гг.- младший научный сотрудник Центра по международным делам, затем профессор-преподаватель Школы углубленных международных исследований в Гарварде
С 1980 г. до сегодняшнего дня — профессор университета Дьюка.

## Научная деятельность
Профессор Горовиц является основоположником и разработчиком такого направления современной науки, как этническая конфликтология. Во второй половине XX века вопрос этнического конфликта как фактора, напрямую влияющего на мировую политику, стал основополагающим в трудах многих теоретиков политологии. Дональд Л. Горовиц в своих трудах создал систему классификации, структурирования, анализа взаимосвязей и взаимозависимостей а также прогнозирования и моделирования путей решения этих проблем. Она основана на :
-выявлении структуры и стратегии в этническом конфликте
— построении системы примирительных учреждений и становлении конституционных процессов в государствах постконфликта (это понятие широко используется в трудах Горовица)
-анализе конституционного проекта (система предложения против процессов)
-мониторинге роли конституционных судов как института лиц, принимающих решения
-использовании опыта федерализма
-выведении путей решения конфликта в появляющемся многостороннем мире.
Среди наиболее известных его аналитических работ можно назвать следующие :
-«Суды и Социальная политика» (1977).
-«Этнические группы в Конфликте: Теории, Образцы, и Политика» (1985; переизданный с новым предисловием, 2000) (украинский перевод, 2004).
-«Смертельный Этнический Бунт» (2001).
Во всех этих трудах профессор Горовиц обобщает практический опыт работы в самых разных странах мира (государства Южной Америки, Африки (Сьерра-Леоне, Ангола), регионы Юго-Восточной Азии (Шри-Ланка), Ближнего Востока (Ирак, Палестина) и даже Северный Кавказ и Татарстан) в качестве советника-консультанта по вопросам межэтнического равновесия.
В настоящее время Дональд Л. Горовиц пишет книгу о конституционном проекте для разделенных обществ, предмете, по вопросам которого он консультировал во многих странах. Его книга по созданию конституционной демократии в Индонезии близка к завершению. Избранный в американскую Академию Искусств и Наук в 1993, в настоящее время он является президентом американского «Общества Политической и Юридической Философии» а также членом совещательного комитета госсекретариата по вопросам поощрения демократии.

Наиболее последовательным противником Дональда Л. Горовица является бельгийский ученый Ван Париджсу, оспаривающий его идеи и развивающий концепцию распределительной справедливости в системе международных отношений (идеи близкой к социалистической парадигме).
Среди наиболее известных сторонников Горовица можно назвать Джерарда Ноирила и Андреаса Виммера, в соавторстве с которыми он создал два труда : «Иммигранты в двух демократических государствах: французский и американский опыт» и «Столкновение c этническими конфликтами : к новому реализму.»

## Список работ

### Книги
- Горовиц Дональд Л. Правительственные адвокаты, программы, агентства и судебные решения. 1977.
- Горовиц Дональд Л. Суды и Социальная политика. 1977.
- Горовиц Дональд Л. Теории удачного хода и побуждения чиновников: Шри-Ланка в сравнительной перспективе. 1980.
- Горовиц Дональд Л. Этнические группы в конфликте: теории, образцы и политика. 1985; переизданный с новым предисловием, 2000. (украинский перевод, 2004).
- Горовиц Дональд Л. Демократическая Южная Африка ? Конституционная разработка в разделенном обществе. 1991.
- Горовиц Дональд Л. Смертельный этнический бунт. 2001.

### Отредактированные книги
- Горовиц Дональд Л. Иммигранты в двух демократических государствах: французский и американский опыт. 1992. (редактор с Джерардом Ноирилом).
- Горовиц Дональд Л. Столкновение c этническими конфликтами: к новому реализму. 2004. (редактор с Андреасом Виммером и др.).

### Монографии
- Горовиц Дональд Л. Конфликт сообщества: политика и возможности (центр исследований конфликта, университет Ольстера). 1990 (также румынский перевод).
- Горовиц Дональд Л. Профессии порции и конфликты причинения вреда (Мичиганский центр государственного университета пециального исследования международного развития). 1992.

### Статьи на русском языке
- Горовиц Дональд Л. Структура и Стратегия Этнического Конфликта (пер. Бараш Р.Э.): http://www.isras.ru/files/File/Vlast/2007/02/Struktura_i_strategiya.pdf;
- Горовиц Дональд Л. Разрушенные основания права сецессии (пер. Бараш Р.Э.)[1]: http://www.isras.ru/files/File/Vlast/2013/11/Horowitz2.pdf